# 20836 Marilytedja
20836 Marilytedja (2000 UE51) là một tiểu hành tinh vành đai chính được phát hiện ngày 24 tháng 10 năm 2000 bởi Nhóm nghiên cứu tiểu hành tinh gần Trái Đất phòng thí nghiệm Lincoln ở Socorro.